# سورنا (فرمانده شاپور دوم)
سورنا (همچنین سورن نیز خوانده می‌شود) یک افسر نظامی ساسانی در قرن چهارم میلادی که در زمان سلطنت پادشاه ساسانی شاپور دوم (۳۰۹–۳۷۹) بود. وی نقش مهمی در دفع تهاجم رومی‌ها در سال ۳۶۳ و مذاکرات صلح که در پی آن بود، ایفا کرد.

## زندگی‌نامه

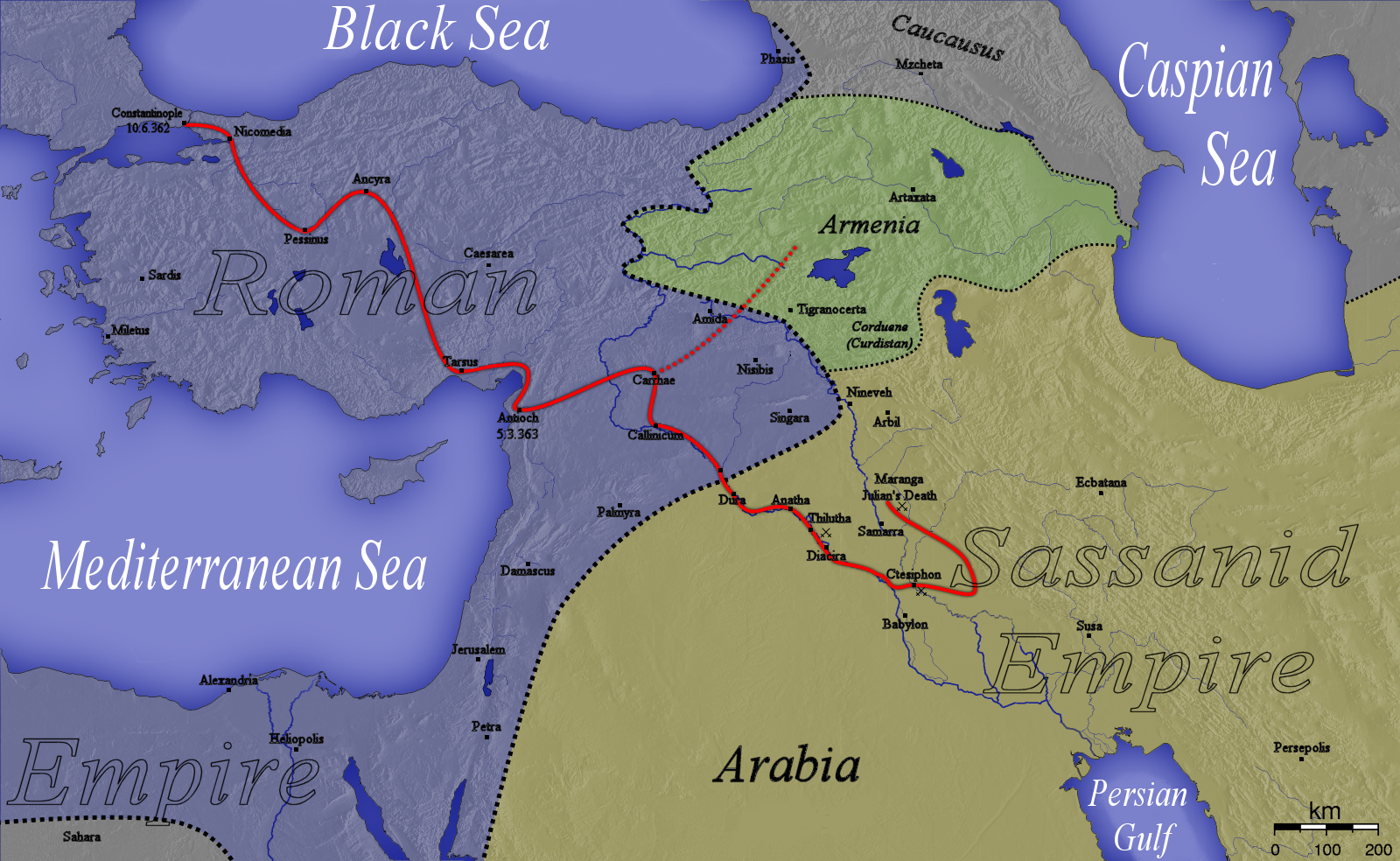
نقشه تهاجم ناموفق یولیان در ۳۶۳.

سورنا یکی از اعضای خاندان سورن، یکی از هفت خاندان بزرگ در ایران بود. این خاندان‌ها از زمان اشکانیان به‌وجود آمده و نقشی فعال در سیاست‌های امپراتوری ایفا می‌کردند و در زمان امپراتوری اشکانیان بر بخش‌هایی سیستان حکومت می‌کردند.  سورنا یک چهره قدرتمند در کشور بود و از او به عنوان «قدرتمندترین پس از شاه» یاد می‌شد.  نام وی برای اولین بار در سال ۳۶۳ ذکر شده‌است، هنگامی که در ۲۴ آوریل در تهاجم نیرو گشتی به رهبری هرمزد، برادر شاپور دوم، که با امپراتور رومی یولیان متحد شده بود(r. 361-363).  هرمزد به دلیل سرریز فرات که بیش از حد برای سورنا و مردانش اثبات شده بود، موفق به فرار شد.  روز بعد پس از محاصره پیروزشاپور، سورنا به سه اسکادر سواره نظام رومی را حمله کرد و شماری از آنها، را به قتل رساند. 
در نبرد تیسفون در ۲۹ مه، پیگرانس، نرسه و سورنا توسط رومی‌ها شکست خوردند و در نتیجه مجبور به عقب‌نشینی به دیواره‌های شهر شدند. پس از درگذشت یولیان در ماه بعد در نبرد سامرا، سورنا، که در آن زمان در نور شیراکان بود، با اشراف برای مذاکره صلح با رومیان فرستاده شد. به محض ورود به اردوگاه روم، آنها از امپراتور تازه اعلام شده جوویان (۳۶۳–۳۶۴) دیدار کردند، فلاویوس آرینتائوس واسطه خود را برای توافق صلح بین دو طرف قرار داد.  در این معاهده رومی‌ها مجبور به اعطای شرق میانرودان، ارمنستان و مناطق اطراف بودند، رومیان این پیمان را ignobili decreto («پیمان شرم‌آور») نامیدند و پانزده قلعه و شهر مهم نصیبین را که جمعیت مسیحی خود را به آنجا انتقال داده بود، مجبور به پذیرش این پیمان می‌کردند. 